# British National Space Centre

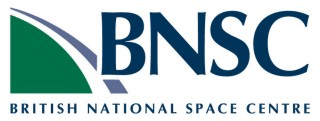
Logomarca da BNSC.

O British National Space Centre (BNSC) era a agência britânica responsável pela exploração espacial. O BNSC era uma parceria voluntária entre onze departamentos do governo do Reino Unido e conselhos de pesquisa. Ele foi substituído pela UK Space Agency em 1 de abril de 2010.
O BNSC foi formado em 1985 para coordenar as atividades espaciais civís do Reino Unido. O programa espacial civil britânico focaliza as ciências espacias, a observação da Terra, satélites de comunicação, e navegação global.